# Sněmovní kaplan Poslanecké sněmovny Parlamentu České republiky
V Parlamentu ČR působí dva kaplani.
Do služby byli uvedeni roku 2023. Jsou to P. Milan Hanuš za Římskokatolickou církev a Daniel Kvasnička z Církve bratrské na základě dohody s Ekumenickou radou církví, Českou biskupskou konferencí a parlamentem.
Většinou poskytují prostor pro modlitbu, jsou k zastižení při jednání výborů, jsou k dispozici nejen zákonodárcům, ale i všem ostatním zaměstnancům.